# Melanie Kinnaman
Melanie Kinnaman (* 18. Dezember 1953 in Holyoke, Massachusetts) ist eine US-amerikanische Tänzerin und Schauspielerin.

## Leben und Karriere

### Filmkarriere
Kinnaman machte ihren Schauspielabschluss an der renommierten Schauspielschule William Esper Studio in Manhattan, New York. 1985 startete sie ihre Filmkarriere als „Pam“ in Freitag der 13. – Ein neuer Anfang und sollte im Nachfolger Freitag der 13. Teil VI – Jason lebt, ihre Figur fortsetzen. Nach Streitigkeiten über das Budget, wurde von Paramount Pictures ihre Figur jedoch aus dem endgültigen Drehbuch rausgeschrieben. 2009 und 2011 verkörperte sie ihre Rolle der Pam noch einmal und sprach in den Dokumentarfilmen His Name Was Jason: 30 Years of Friday the 13th und Crystal Lake Memories: The Complete History of Friday the 13th über die Figur. So verkörperte sie stattdessen Star in J.S. Cardone's Drama-Film Thunder Alley. Ihre einzigen Fernsehauftritte erfolgten 1989 mit einer Gastrolle, in der „Lifetime Television“-Comedy-Serie The People Next Door und der Comedy-DramaSerie Cheers. Es folgte kurze Zeit später noch eine kleine Nebenrolle in Karate Tiger IV – Best of the Best. Seit den 1990er Jahren arbeitet Kinnaman vorwiegend als Produzentin für die kanadische Independentfilm-Produktionsfirma Screen Siren Pictures Inc. 1999 kehrte sie noch einmal kurz vor die Kamera zurück und verkörperte in dem TV-Drama Mary, Mother of Jesus die Maria.
2013 kehrte sie abermals vor die Kamera zurück und spielte eine Hauptrolle im Independentfilm Motcolmbe.

### Theaterkarriere
Im Herbst 2012 agierte sie im Majestic Theater in Benicia, Kalifornien als Regisseurin und Hauptfigur in ihrem autobiographischen One Woman Musical „Blond Black & Blue“. Das Musical zeichnet ihre Karriere und ihr Leben nach.

### Privates
Kinnaman lebt heute in der kalifornischen Kleinstadt Benicia.

## Filmographie
- 1985: Freitag der 13. – Ein neuer Anfang (Friday the 13th: A New Beginning)
- 1985: Thunder Alley
- 1989: Karate Tiger IV – Best of the Best
- 1989: Cheers (Fernsehserie)
- 1989: The People Next Door (Fernsehserie)
- 1999: Mary, Mother of Jesus